# 孫國
孫國（1503年—1554年），字子道，一字道甫，别号右川先生，直隸大名府開州（今河南濮陽縣）人，明朝政治人物。

## 生平
生九月，喪父，由伯父孫聰撫養成人。嘉靖七年（1528年）戊子科順天府鄉試第九十七名舉人。嘉靖十四年（1535年）中式乙未科會試第一百二十一名，登第三甲第二百二十五名進士。次年春伯父孫聰在家病逝，連疏乞假歸省，主持喪事。同年授工部营缮司主事，十八年升本司员外郎，丁母憂歸。服闋，補户部浙江司员外郎，升工部虞衡司郎中，命修麦庄桥、管盔甲厂。二十六年（1547年）官山西潞安府知府，三十年陞山東副使、整飭密雲兵備，以昌平失事回籍听勘。後起補陝西臨鞏兵備副使，因病痢疾，嘉靖三十三年四月，舟行还至滄州而卒，享年五十二。

## 家族
曾祖孫英；祖父孫盛，曾任三原縣訓導 加贈知府；父孫愚，以子貴贈承德郎、工部營繕司主事，加贈奉直大夫、戶部浙江司員外郎。母常氏，封太安人，加赠太宜人，以矢节荷旌褒。慈侍下。长子孙席，国子生，娶国子生马永周女，继娶郡人刘正女；次子孙度，娶海丰县主簿马永年女，继娶郡人典膳王曦女；次子孙庚，娶兵部尚书赵廷瑞女，俱生员。